# فتوح البلدان
فتوح البلدان: أجمع كتب الفتوح وأصحها ويُعد هذا المؤلف من أوائل كتب التاريخ العربية. اختصره البلاذُري من كتابه الضخم "البلدان الكبير"، ألفه البلاذري أحمد بن يحيى بن جابر بن داود المتوفي سنة 278هـ. يتحدث الكتاب عن فتوحات المسلمين منذ عهد النبي محمد إلى وقت تدوينه، وقد جمع البلاذري فيه تفاصيل الغزو وما تبعها من تنظيم إداري لكل البلاد التي فتحها العرب.

## نشر
طبع الكتاب لأول مرة في (ليدن) بعناية المستشرق الهولندي دي خويه في ثلاثة أقسام بين سنتي 1863 و1866م. ثم نشر في القاهرة مرات، أولها سنة 1901 م ومنها نشرة د. صلاح الدين المنجد سنة 1956 م.

## عن المؤلف
أحمد بن يحيى بن جابر بن داود البَلَاذُري: مؤرخ، جغرافي، نسابة، له شعر. من أهل بغداد. ولد سنة (190 هـ)، وتوفي سنة (278 هـ) وقيل أصيب
في آخر عمره بذهول شبيه بالجنون فشد بالبيمارستان إلى أن توفي..